# ウルツブルグ (レーダー)

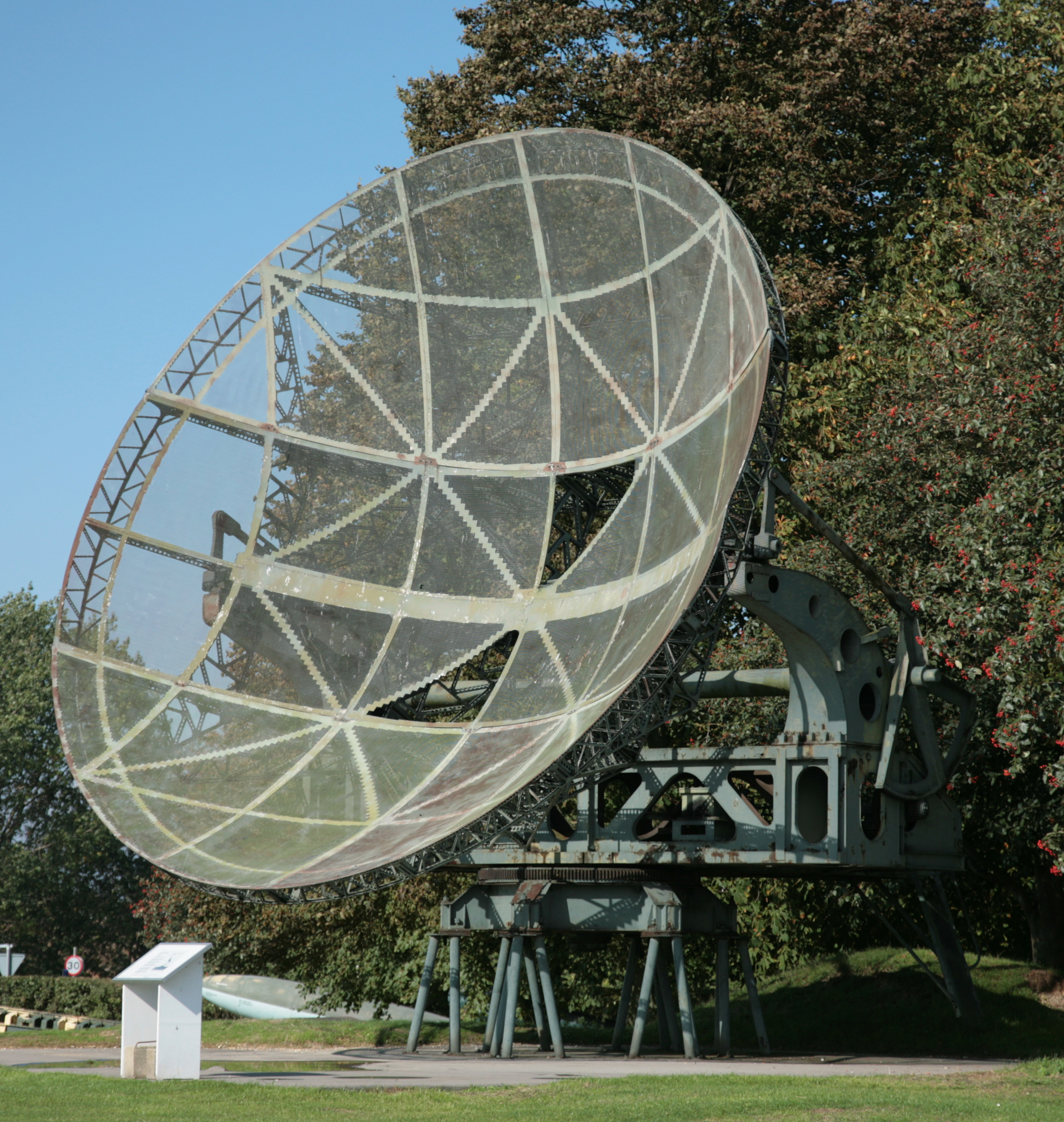
イギリス空軍ダクスフォード基地に置かれているウルツブルグ・レーダーのアンテナ

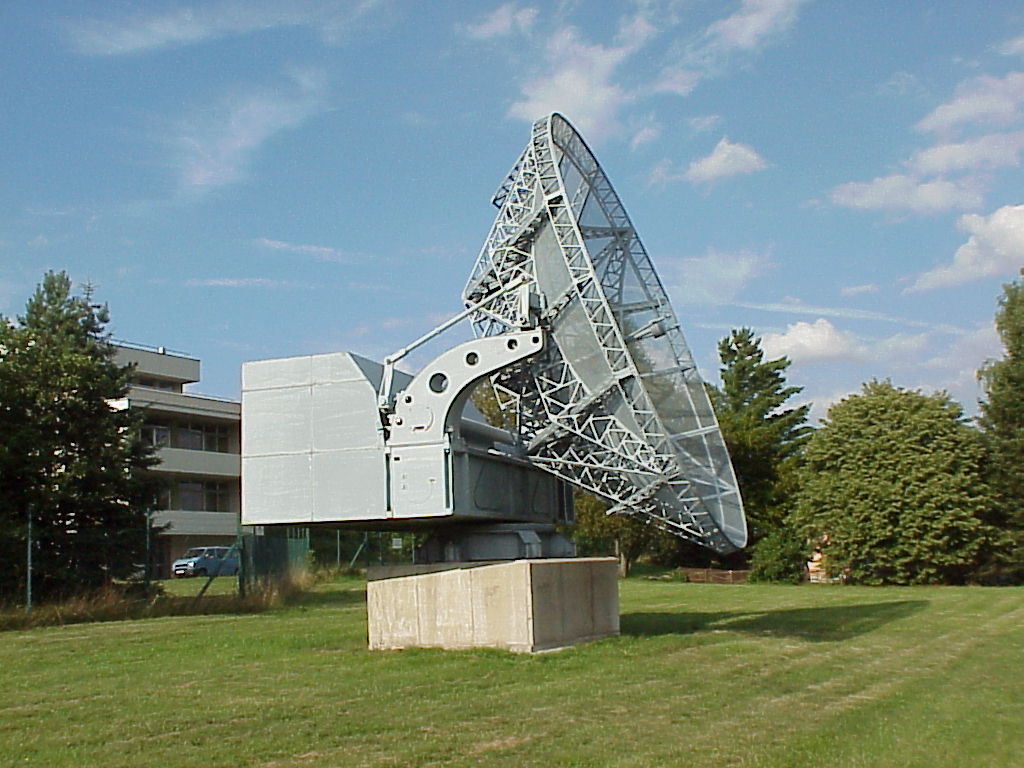
側面から見たウルツブルグ・レーダー

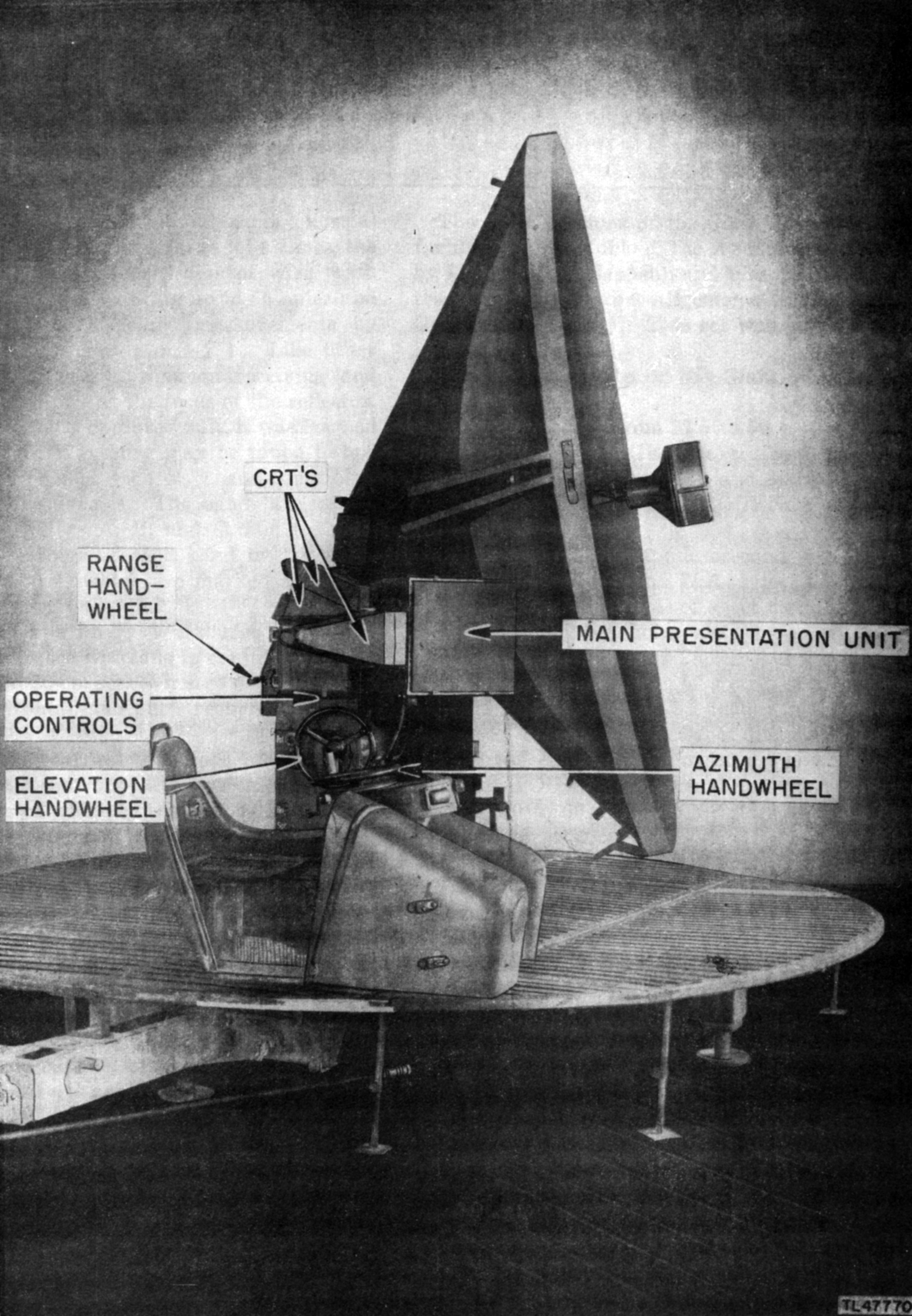
ウルツブルグ・レーダーの構造

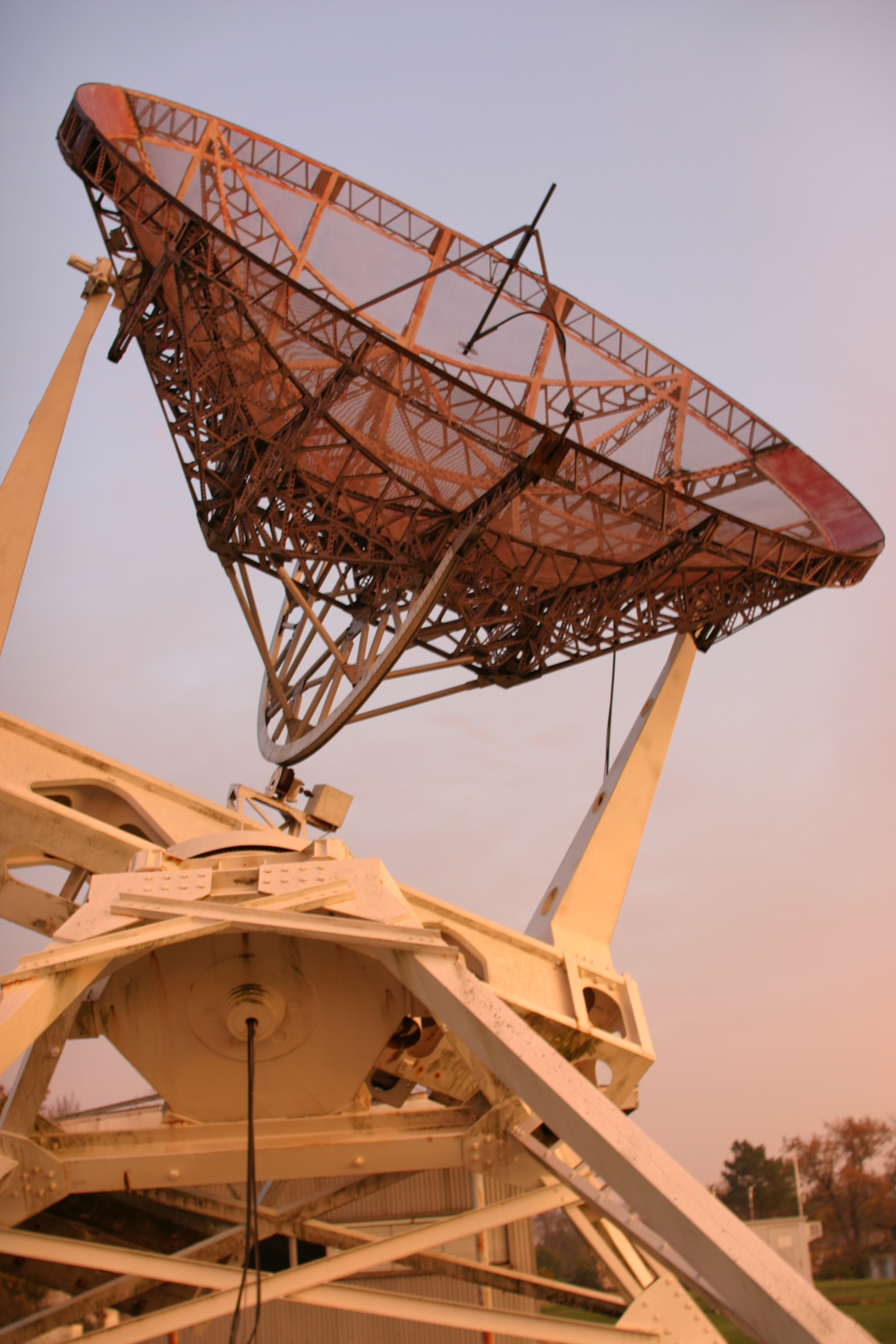
電波望遠鏡に改装されたウルツブルグ・レーダー

ウルツブルグ（ドイツ語: Würzburg）は第二次世界大戦時、ドイツで空軍、陸軍向けに開発された地上設置型の対空捜索レーダーである。1940年から運用を開始し、4,000基が生産された。呼称は都市名「ヴュルツブルク」に由来する（プロジェクトリーダーであるヴィルヘルム・ルンゲは都市名に基づく命名を好んだ）。日本では本機を「ウルツブルグ」と呼ぶことが多く、本項のタイトルもそれに基づく。

## 開発
1934年1月、テレフンケン社はドイツのレーダー研究者であるドイツ海軍通信研究所のルドルフ・キューンホルト博士やマイクロ波の専門家であるハンス・ホルマン博士が研究している早期警戒レーダーに関して会談した。しかし、テレフンケン側の研究責任者であるヴィルヘルム・ルンゲ博士はSFの域を出ていないアイデアだと判断し、関心を持たなかった。開発者達は独自にGEMA社を設立し、その後ローレンツ社と協力してフライヤ（Freya）レーダーとゼータクト（Seetakt）レーダーを開発した。
1935年春、GEMAの成功によりレーダーが実現可能なことが分かると、ルンゲ博士はすぐにテレフンケン社で独自のレーダーシステムの開発プロジェクトを立ち上げた。ローレンツ社が早期警戒レーダの開発で一歩先を進んでいたため、テレフンケン社のチームは短距離の射撃照準システムに集中して取り組むことにした。
その年の夏に試験を行い、波長50センチメートル（600メガヘルツ）の電波を使い目標（ユンカース Ju 52）から強い反射が得られた。次の年の夏、ダルムシュタット（Darmstadt）と称する試作機を完成させた。精度は5キロメートルで50メートルだった。照準には充分では無かった。1938年末、開発は空軍に移管された。
いくつかの基本的なウルツブルグシステムが存在した。最初に開発されたウルツブルグAは手動式で、目標をピンポイントで捉えるにはオシロスコープを見ながら最も電波が強い点を判断する必要があった。信号の強さ自体はすぐ変化するため目標を正確に捉え続けるのは難しかった。
ウルツブルグD型が1941年に導入された。これは円錐走査式で、パラボラの焦点からわずかにオフセットさせたアンテナを内蔵したクヴィール（Quirl、撹拌機の意）と呼ばれる受信部を25ヘルツで高速回転させ、最も電波が強いポイントを検出できた。
このD型でもレーダのみでの射撃管制には充分な照準精度とは言えず、より精度の高いウルツブルグ・リーゼ（Würzburg-Riese、リーゼは「巨大」の意）が開発された。基本はD型と同じ装置を用い、パラボラアンテナを7.4メートルの大きさに変え送信出力をより高くしたもので、索敵距離は70 kmに達した。水平軸の精度は0.2度、上下方向は0.1度であり、照準には十分な精度だった。装置は大きすぎてトラックトレーラーでは運搬できず、鉄道で移動可能なウルツブルグ・リーゼ・Eが開発された。これは1,500基が生産された。さらに出力が160キロワットに改良されたウルツブルグ・リーゼ・ギガントも計画されたが生産には至らなかった。
戦後は電波望遠鏡に改装されて電波天文学の観測に用いられた物もある。

## イギリスによる強奪作戦
敵国であったイギリスはドイツのレーダー技術の核となる部分を実力行使によって入手することを企図し、1942年2月27日にバイティング作戦を実行してウルツブルグの部品と操作員・通信兵の確保に成功した。

## 日本への供与
遣独潜水艦作戦の一環として1942年8月22日にドイツ占領下のロリアンから日本へ向けて伊号第三十潜水艦に積載されて出航したものの、10月13日にシンガポールで出航直後に触雷により沈没して失われた。
1943年6月16日に、佐竹金次陸軍中佐とテレフンケン社からハインリヒ・フォーデルス（Heinrich Foders）が乗船したルイージ・トレッリ号と、木原友二が乗船し3台のウルツブルグと図面が積まれたバルバリーゴ号の2隻のイタリア潜水艦が、フランスボルドーのドイツ潜水艦基地から日本へ向けて出港した。バルバリーゴ号は1943年6月24日にスペイン沖で英国海軍の哨戒機の攻撃を受け沈没したが、佐竹とフォーデルスが乗ったルイージ・トレッリ号は8月30日にシンガポールに到着し、佐竹とフォーデルスは空路で福岡に向かい9月13日に東京に到着した。
陸軍多摩技術研究所からは畑尾正央大佐、兵器行政本部の吉永義尊中佐、海軍の伊藤庸二が出迎え、日本無線三鷹工場敷地内に設けた多摩技術研究所分室でフォーデルス技師からレーダー技術の指導を受けたが、レーダーの実物と図面類を失ったため開発ができず、陸軍はフォーデルスの指導を得てウルツブルグの技術を取り入れたタチ4号を改良した。

## タイプ

### ウルツブルグA
4000台が製造された。レーダーの探知距離を伸ばすためにテレフンケン社によって開発された周波数600MHz、出力15kWの送信管 LS180を搭載した。
ウルツブルグ A FuMG 39T "A" の仕様
- 周波数 560MHz
- パルス幅 ２μs
- パルス繰返し周波数 3750Hz
- 出力 8kW
- 探知距離 20-30km
- 距離精度 25m
- アンテナ 3mバラボラ

### ウルツブルグB
赤外線を併用したものの、うまく操作できず実戦配備されなかった。

### ウルツブルグC
ローブスイッチング機能を備えて目標を捕らえることが容易になり、1940年5月にウルツブルグ C を装備する高射砲がエッセンで戦果を挙げると、全ての高射砲に装備された。

### ウルツブルグD
1941年にコニカルスキャン機能を備えることで水平方向の精度が2度、垂直方向の精度が3度に向上したウルツブルグD が開発された。遣独潜水艦作戦で日本に技術導入された。
ウルツブルグ D FuMG39 T"D" の仕様
- 周波数 A:550-580MHz B:470-490MHz
- パルス幅 1-2μs
- パルス繰返し周波数 3750-5000Hz
- 出力 8kW
- 探知距離 1.6-40km
- 距離精度 10m
- 水平方向の精度 2度
- 垂直方向精度 3度
- アンテナ 3m バラボラ
- 表示装置 4CRT:azimuth,elevation,range

### ウルツブルグ-リーゼ
ウルツブルグDは夜間戦闘用としては探知距離が短すぎたので探知距離を延ばし、探知精度を向上させるためにパラボラアンテナの直径を7.4mに拡大したことで、探知距離は78kmに延び、距離精度15m、水平方向の精度は0.36度、高さ方向の精度は0.9度に向上したウルツブルグ-リーゼ FuMG65が開発され、ベルリン近くの高射砲部隊に配備された。輸送には適さなかったので鉄道で移動可能なウルツブルグ・リーゼ・Eが開発され、1,500基が生産され、さらに出力が160 kWに改良されたウルツブルグ・リーゼ・ギガントも計画されたが生産には至らなかった。

### ヒンメルベット
独、仏沿岸に配備して英仏海峡の警戒に使用された防空レーダー網で早期警戒レーダー FREYA 1台と射撃制御レーダー ウルツブルグ2台で構成された。

### ウルツラウス
チャフを撒いてレーダーを無力化しようとする試みに対してドップラー効果を応用して静止している物体と移動する物体を識別する技術。

## 名称の由来
テレフンケン社の技術者が目を閉じて手に持った針を地図に刺したところがドイツのヴュルツブルク市だったのでこの名になったとされる。

## 注意
1. ^ 英語ではWuerzburg、Wurzburg等と綴られることもある。